# Musée des Beaux-Arts de La Rochelle
Pour les articles homonymes, voir Musée des beaux-arts.
Le musée des Beaux-Arts de La Rochelle est un musée consacré aux beaux-arts, situé dans la ville de La Rochelle, en Charente-Maritime. Avec le Musée du Nouveau Monde, il fait partie des musées d'arts et d'histoire de La Rochelle. L'hôtel particulier dans lequel le musée est installé est inscrit au titre des monuments historiques par arrêté du 23 février 1925.

## Histoire du bâtiment
Cet hôtel particulier est construit au début du XVIIe siècle et acheté en 1600 par Paul Legoux, trésorier de la maison de Navarre. Il occupe l'emplacement d'une demeure, le « Grand-Logis » ou « Palais-Royal », et logea des hôtes tel que Sully (1604), Condé (1615), Louis XIII (1628), Anne d'Autriche (1632). On le décrivait comme « la plus belle, la plus convenable et la mieux aérée des maisons de la ville ».
Devenu séminaire en 1673, Mgr Henri de Laval y installa l'évêché en 1696. De 1769 à 1774, Mgr de Crussol d'Uzès fait reconstruire l'hôtel sur des plans de l'architecte Gilles Nassivet, par l'entrepreneur François Chapuy. Ce palais épiscopal est de style néoclassique.
Pendant la Révolution, la municipalité hérite de l'hôtel et en 1795, la bibliothèque municipale s'y établit.
Le musée est installé en 1845 au deuxième étage du bâtiment, au-dessus de la bibliothèque municipale.
Le bâtiment est inscrit au titre des monuments historiques le 23 février 1925.
La bibliothèque municipale est transférée en 1998 à la médiathèque Michel-Crépeau. Elle laisse place à l'Espace Art Contemporain qui est ouvert en 1999.
De plus, le bâtiment accueille la Direction Régionale des Affaires Culturelles de Poitou Charentes et un musée lapidaire, regroupant divers fragments provenant de l'église des carmes, de l'hôtel-de-ville, du collège protestant et de maisons disparues ou modifiées.
Les collections du musée d'Orbigny-Bernon, fermé en 2012, ont été transférées au musée des Beaux-Arts, lui-même fermé pour travaux, depuis 2018.
La réouverture du musée est prévue en 2027

## Collections

### Art occidental
Le musée est créé à partir d'œuvres acquises depuis 1841 par la Société des Amis des Arts. La collection est agrandie tout au long du XIXe siècle grâce à de nombreux achats au Salon et aux artistes régionaux et par dons et legs. Le musée est riche d’une collection d’environ 900 peintures et dessins.
Le musée offre un panorama de la peinture européenne du XVe au XXe siècle.
La peinture ancienne (du XVe à la fin du XVIIIe siècle) est illustrée par des œuvres de peintres tels que :
- Frans II Francken : Les Vases d'or des Égyptiens
- Luca Giordano : Jésus Christ en Gloire
- Eustache Le Sueur : L'Adoration des Bergers
- Willem van de Velde le Jeune : Escadre hollandaise au mouillage

Le XIXe siècle est le plus largement représenté avec des œuvres de :
- - Camille Corot
  - Paul Huet
  - Édouard Toudouze
  - Gustave Doré
- Des artistes régionaux comme :
  - Furcy de Lavault
  - Henri-Paul Motte (Richelieu sur la digue de La Rochelle)
  - Théodore Chassériau
  - Eugène Fromentin (Le Départ pour la chasse)
  - Gustave Guillaumet
  - William Bouguereau (L'Océanide)
- Des vues du port de La Rochelle de :
  - Paul Signac
  - Albert Marquet

le XXe siècle est illustré par des œuvres remarquables de :
- Aristide Maillol
- Antoine Bourdelle
- Alberto Magnelli
- Gaston Chaissac
- Maurice Denis
- Zoum Walter
- Henry de Waroquier
- Louis Suire

#### Galerie

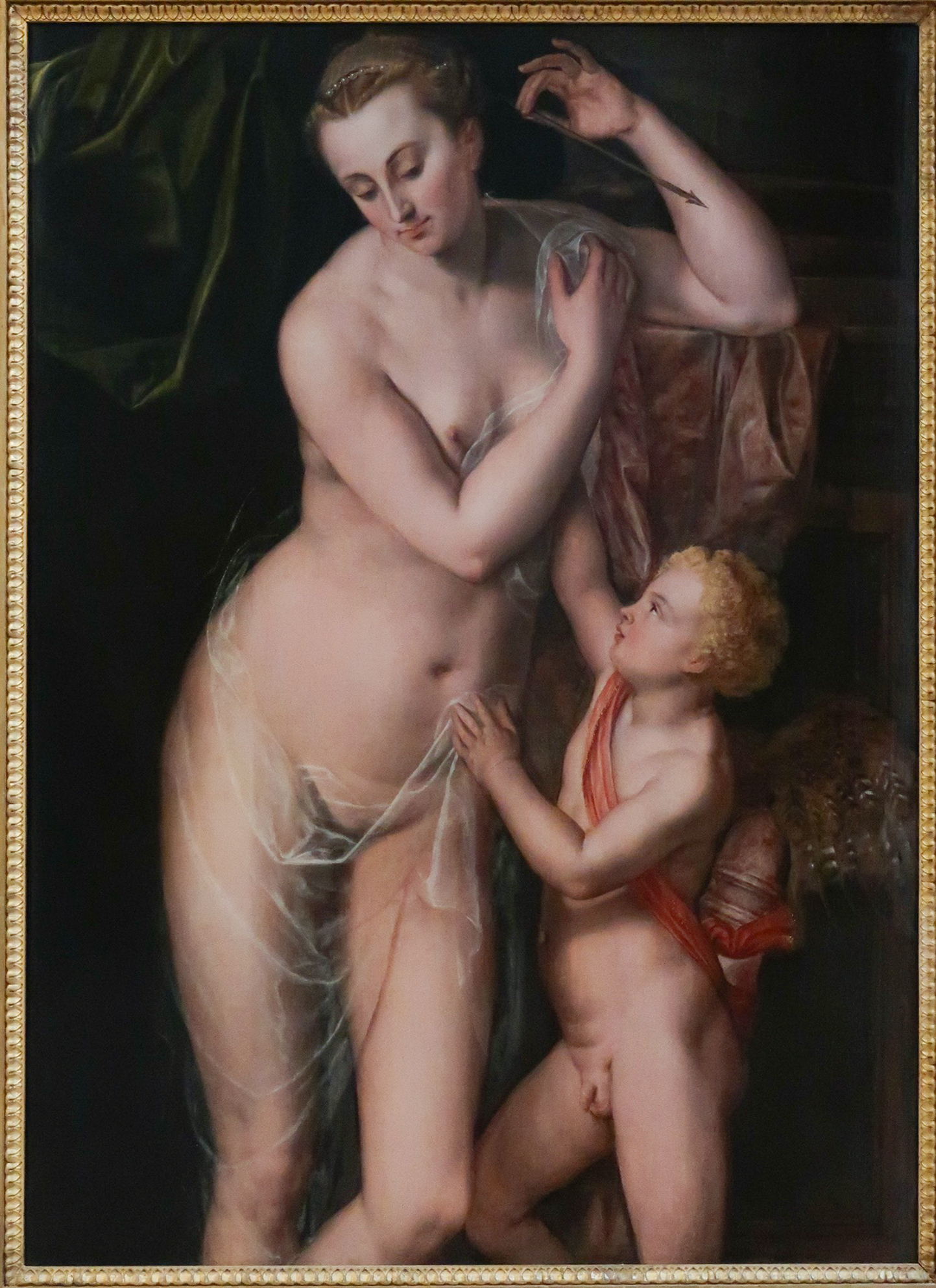
Anonyme Anversois. Vénus et l'Amour. Huile sur bois, 16e siècle
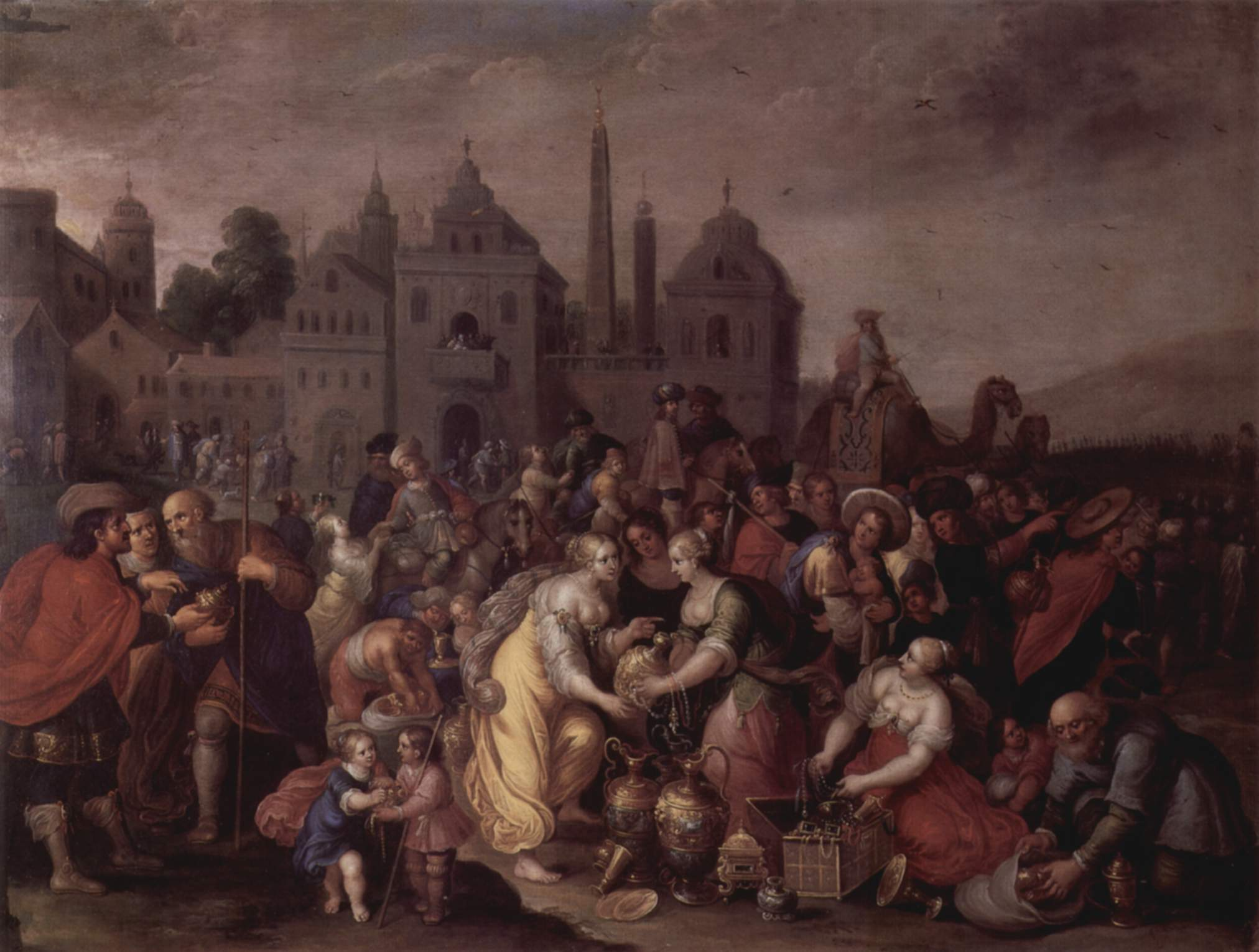
Les Vases d'or de l'Égypte. Frans Francken l'Ancien (1542-1616) et son atelier. Huile sur cuivre, 48,5 × 65 cm. Après 1600.
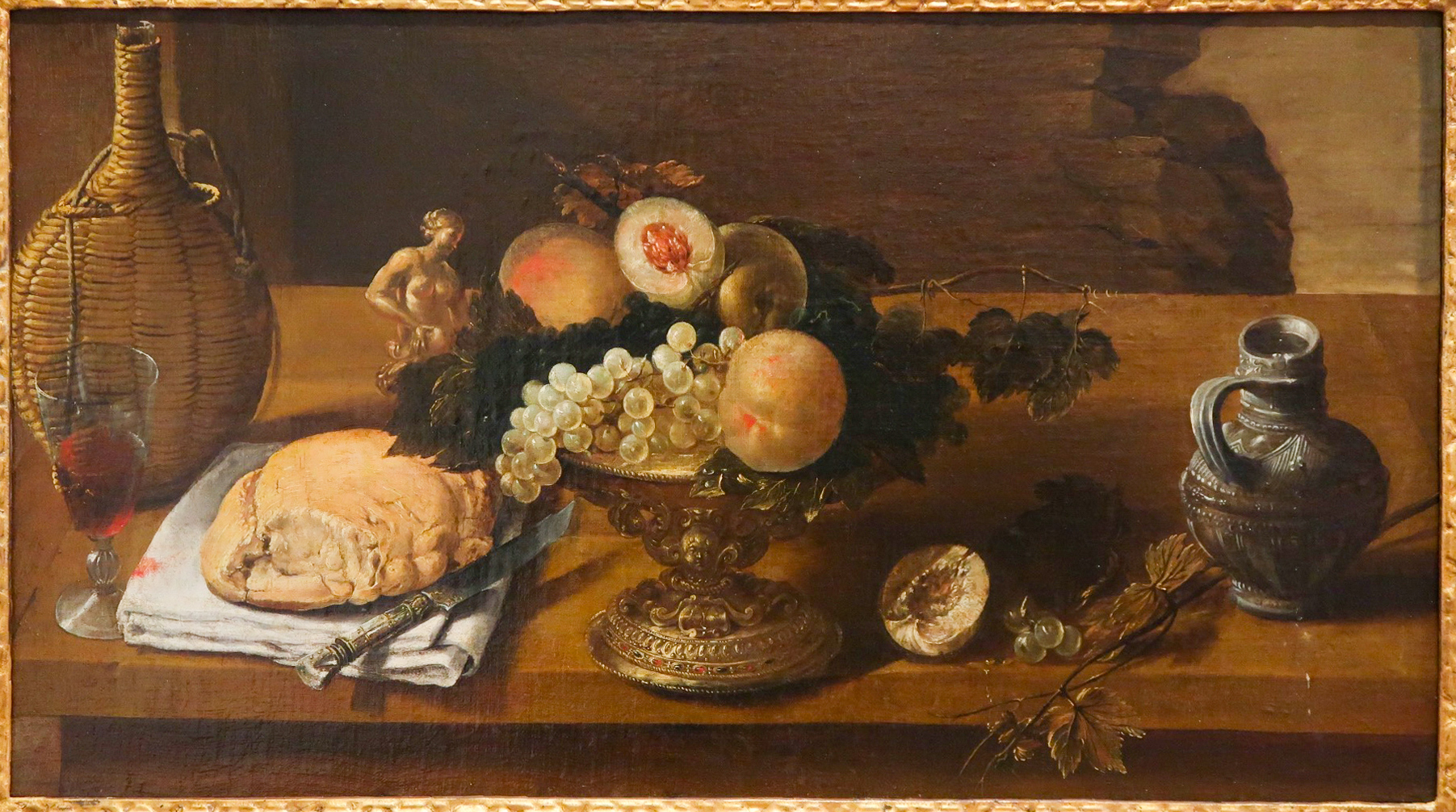
Corbeille de fruits et objets divers. Antoine-Benoît Dubois (1619-1680) (attr.)
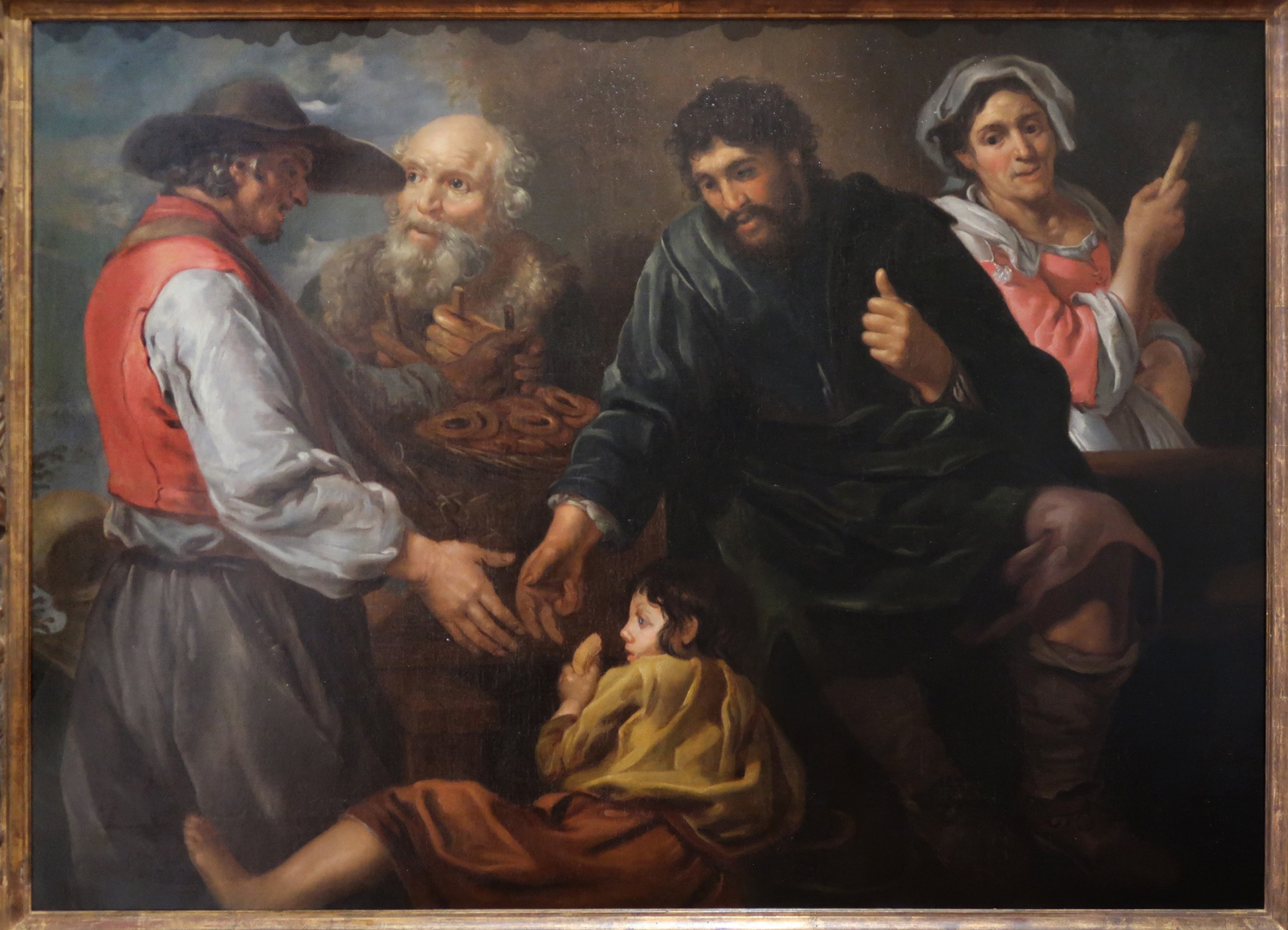
Le marchand de gâteaux. Bernhard Keil (Helsingborg, 1624 - Rome, 1687). Non daté
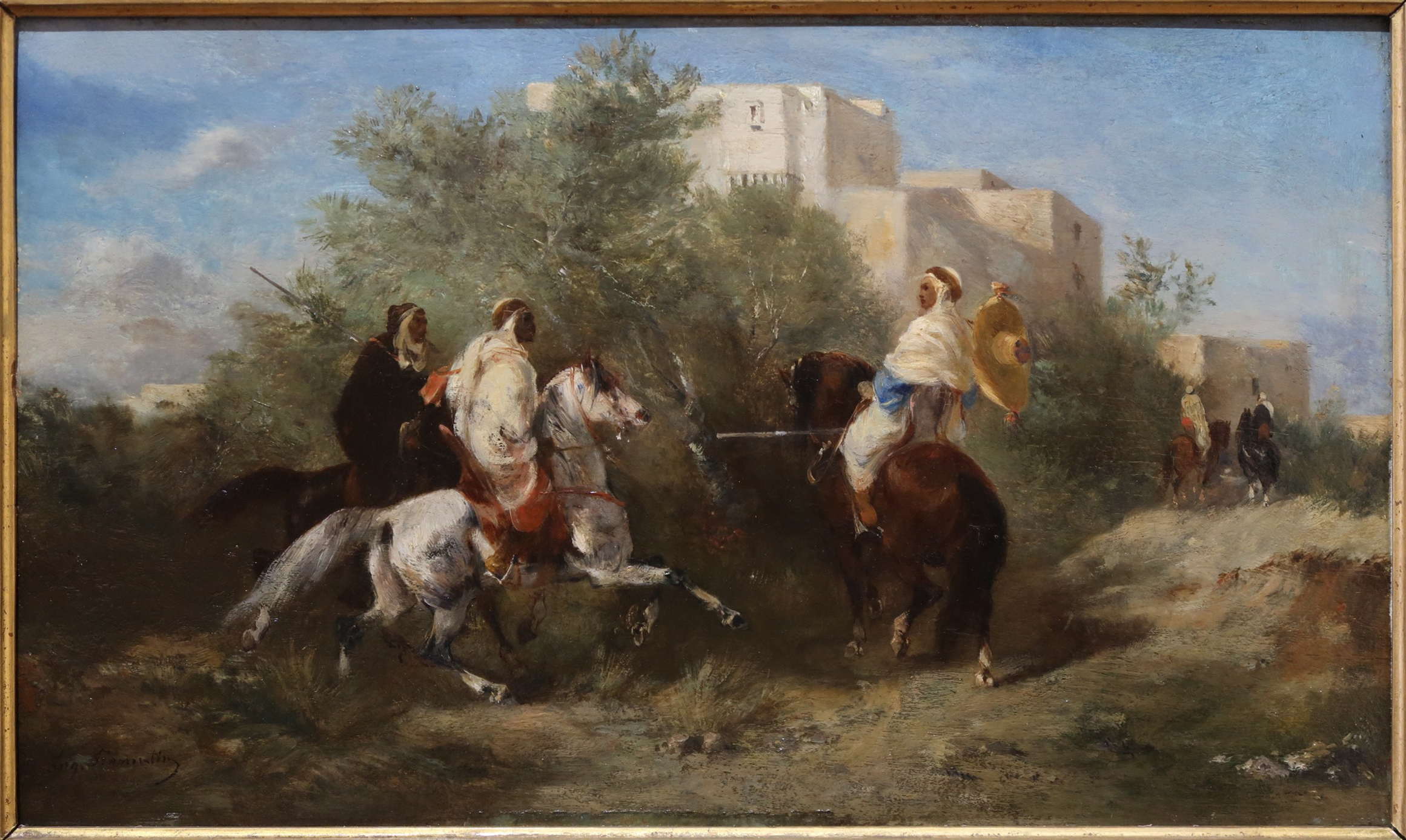
Cavaliers arabes (ou) La rencontre. Eugène Fromentin (1820-1876). Huile sur bois, 1857.
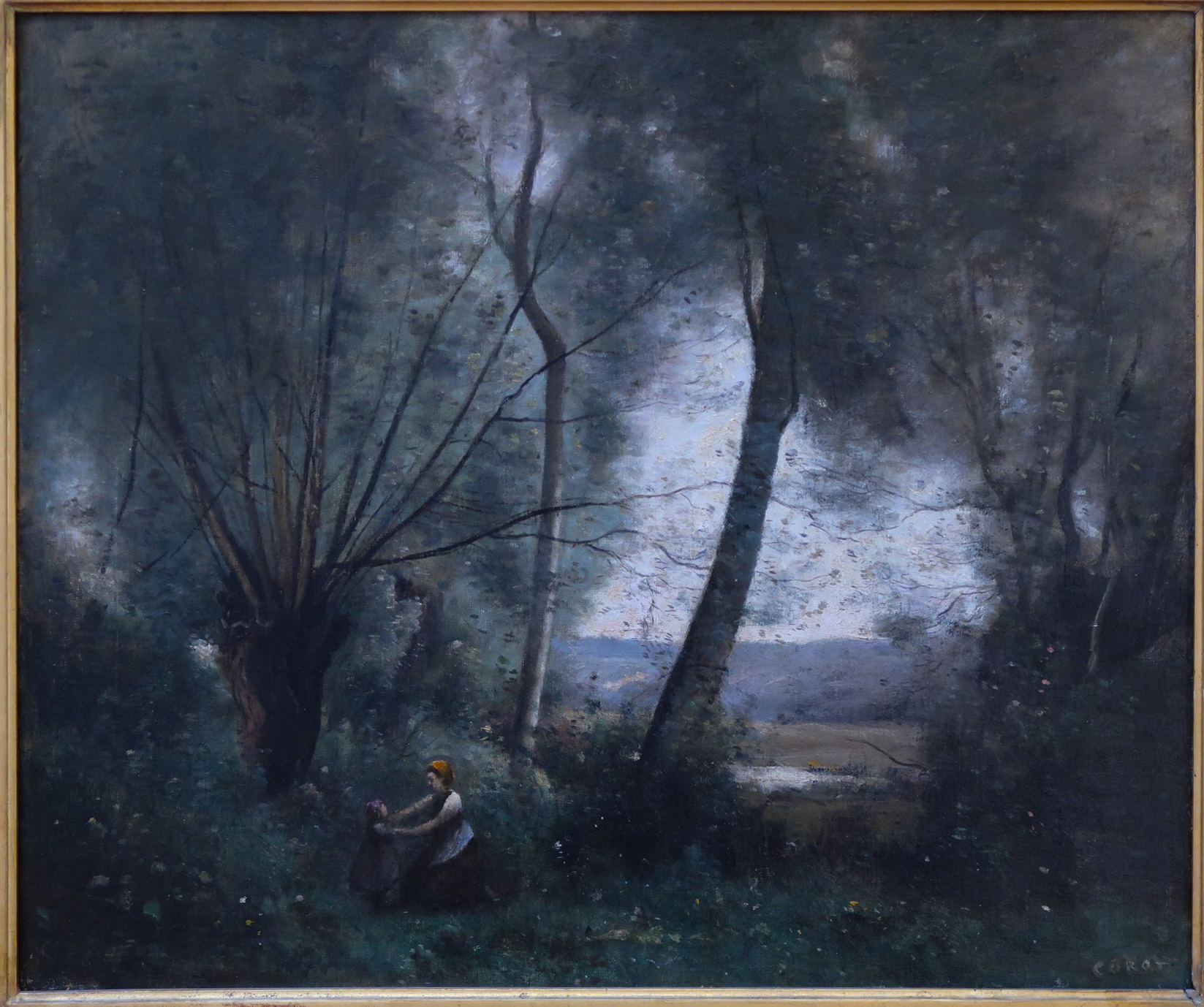
Jean-Baptiste Camille Corot (1796-1875). Paysage (v. 1866 ?). Huile sur toile
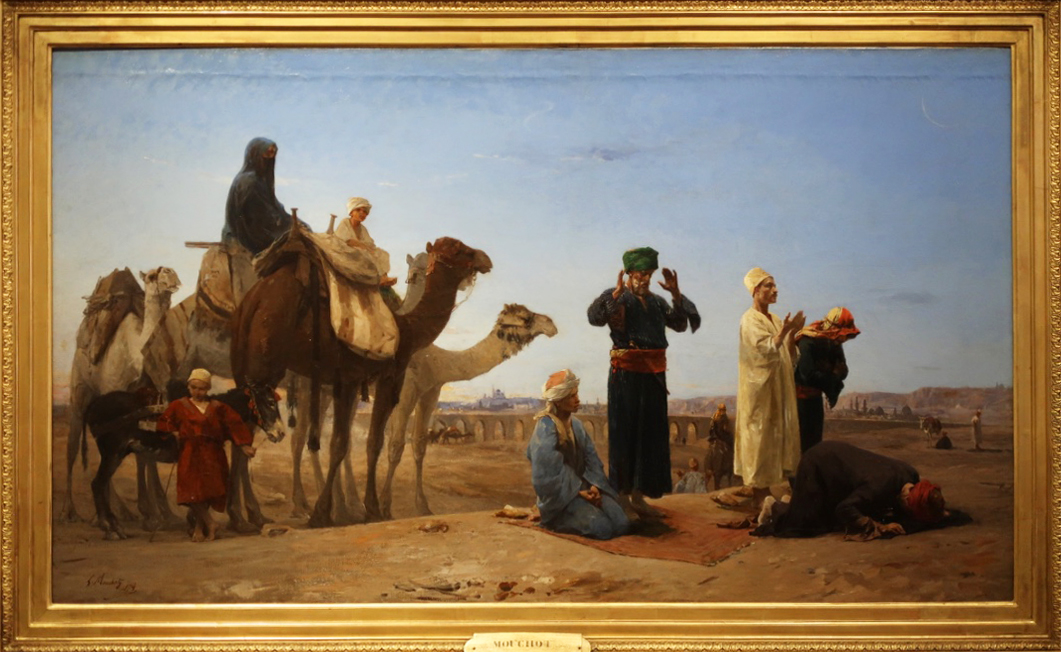
La prière du soir. Louis Mouchot (Paris 1830-id. 1891). 1874
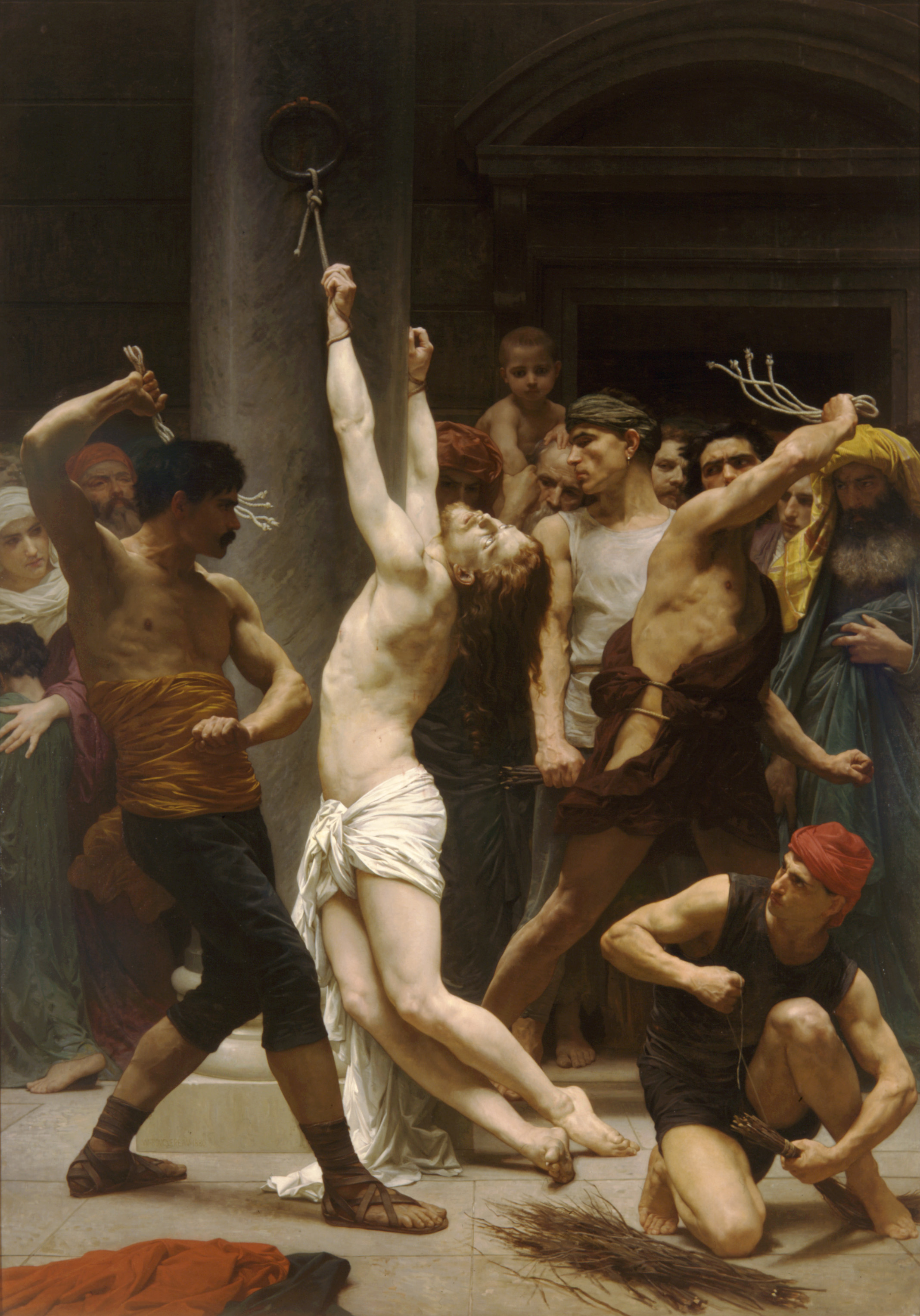
La Flagellation de Notre Seigneur Jésus-Christ. William Bouguereau. Huile sur toile, 1880. En dépôt à la cathédrale Saint-Louis de La Rochelle.
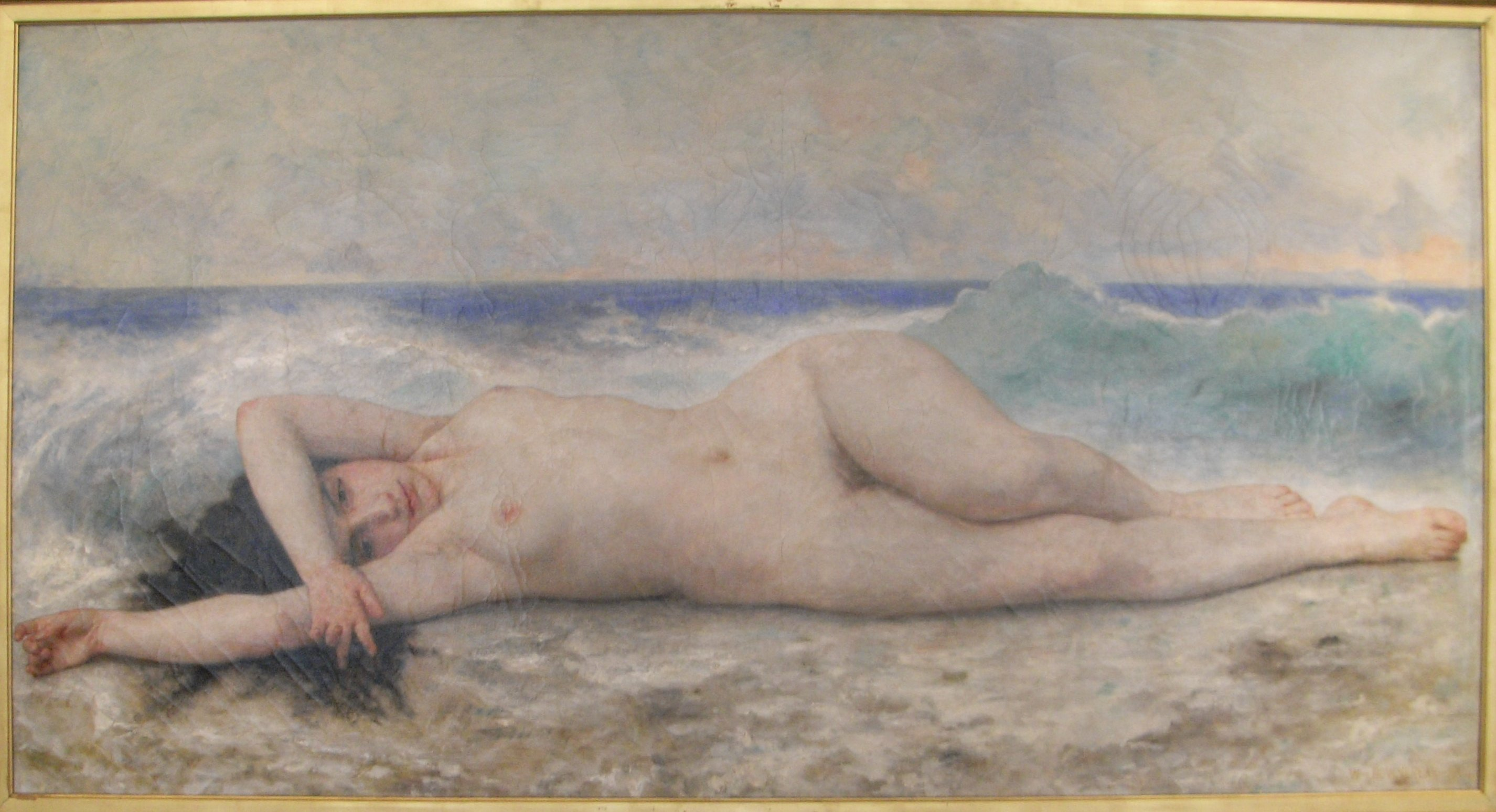
L'Océanide. William Bouguereau (1825-1905). Huile sur toile, 1904.
Henry Déziré, tête de Bretonne. Huile sur toile
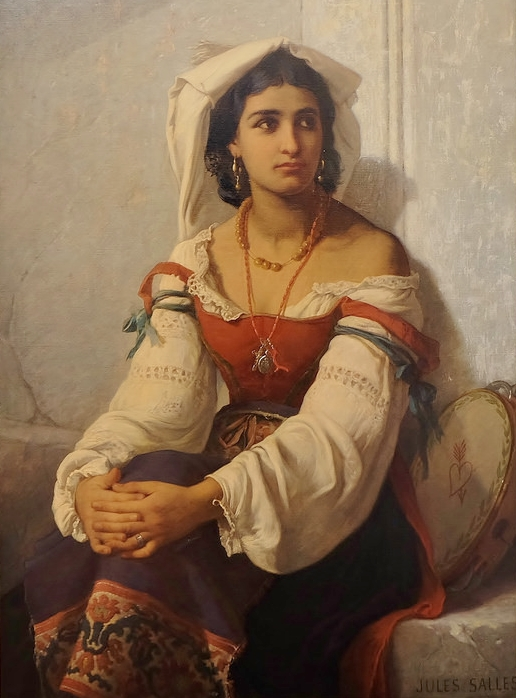
Jules Salles, l'Attente. Huile sur toile
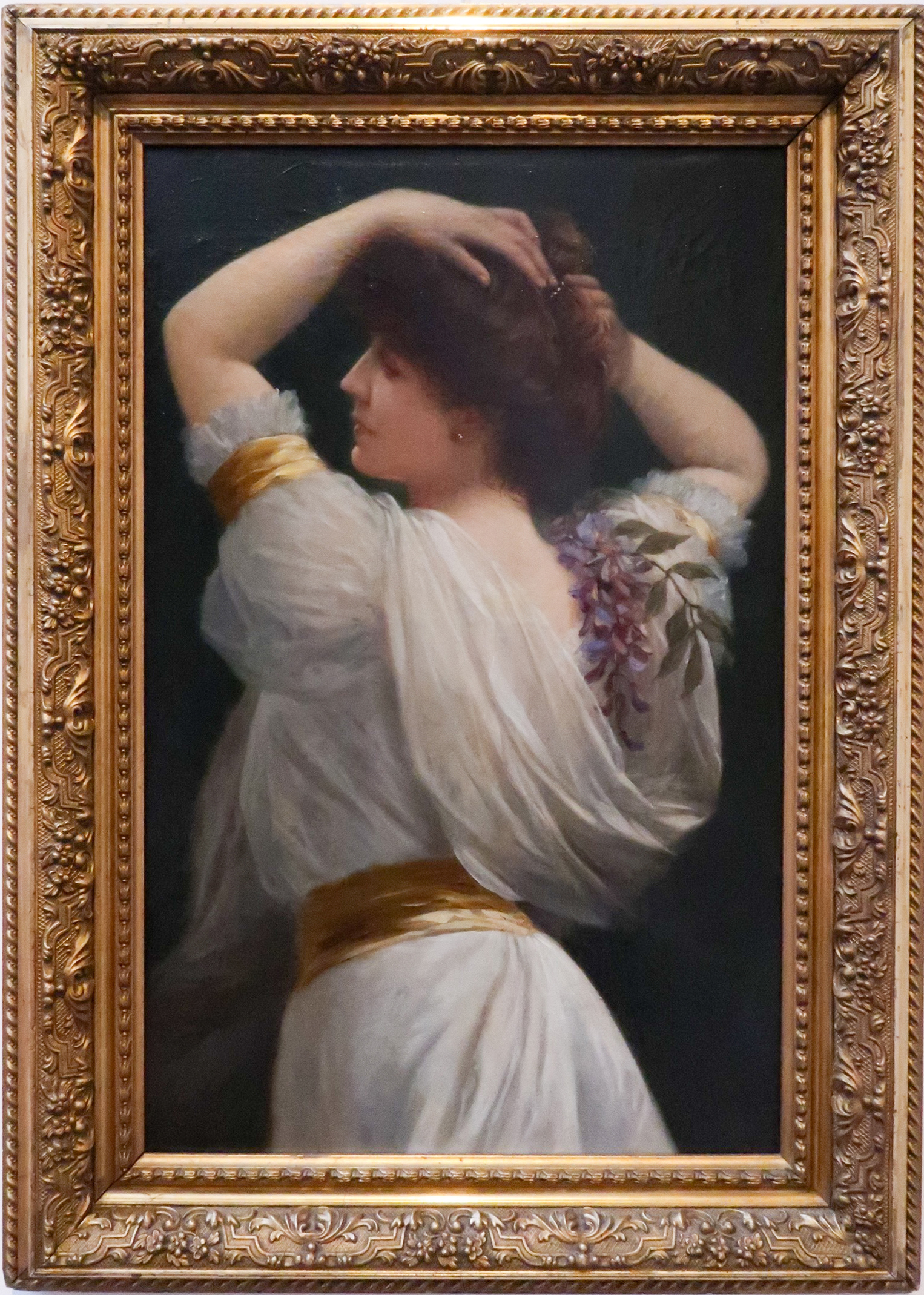
La glycine. Aristide Boulineau (Cozes 1841- id. 1912). Huile sur toile, non datée

### Arts asiatiques
Le musée conserve aussi une belle collection asiatique. En particulier une série de peintures chinoises d'exportation, réalisées à Canton avant 1844, par le plus célèbre peintre de ports chinois, Youqua. Ici la série du musée présente des scènes de la vie privée et renseigne précisément sur les vêtements et accessoires de la vie quotidienne, sur le mobilier en usage sous la dynastie Qing. Cet atelier pratiquait la peinture à l'huile pour mieux correspondre au goût des clients occidentaux de passage, comme ici l'un des signataires du traité de Huangpu, un des traités inégaux de commerce et navigation entre la France et la Chine, signé en 1844. L'art Japonais est représenté, entre autres, par une remarquable série de céramiques japonaises du célèbre Ogata Kenzan de l'école Rimpa, une des écoles historiques majeures de la peinture japonaise décorative, aux XVIIe et XVIIIe siècles.

#### Galerie

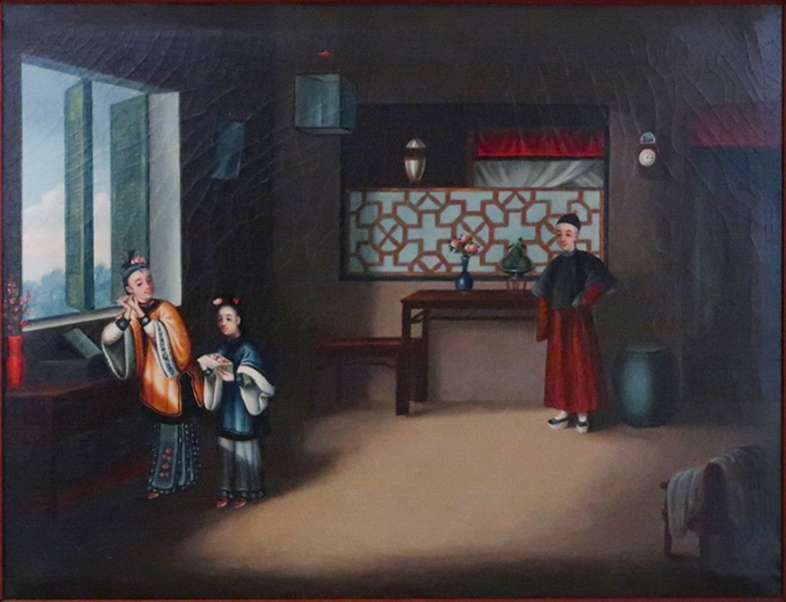
Youqua, av. 1844. Dame, servante et jeune homme dans un intérieur. Huile/toile, 45 x 60 cm.
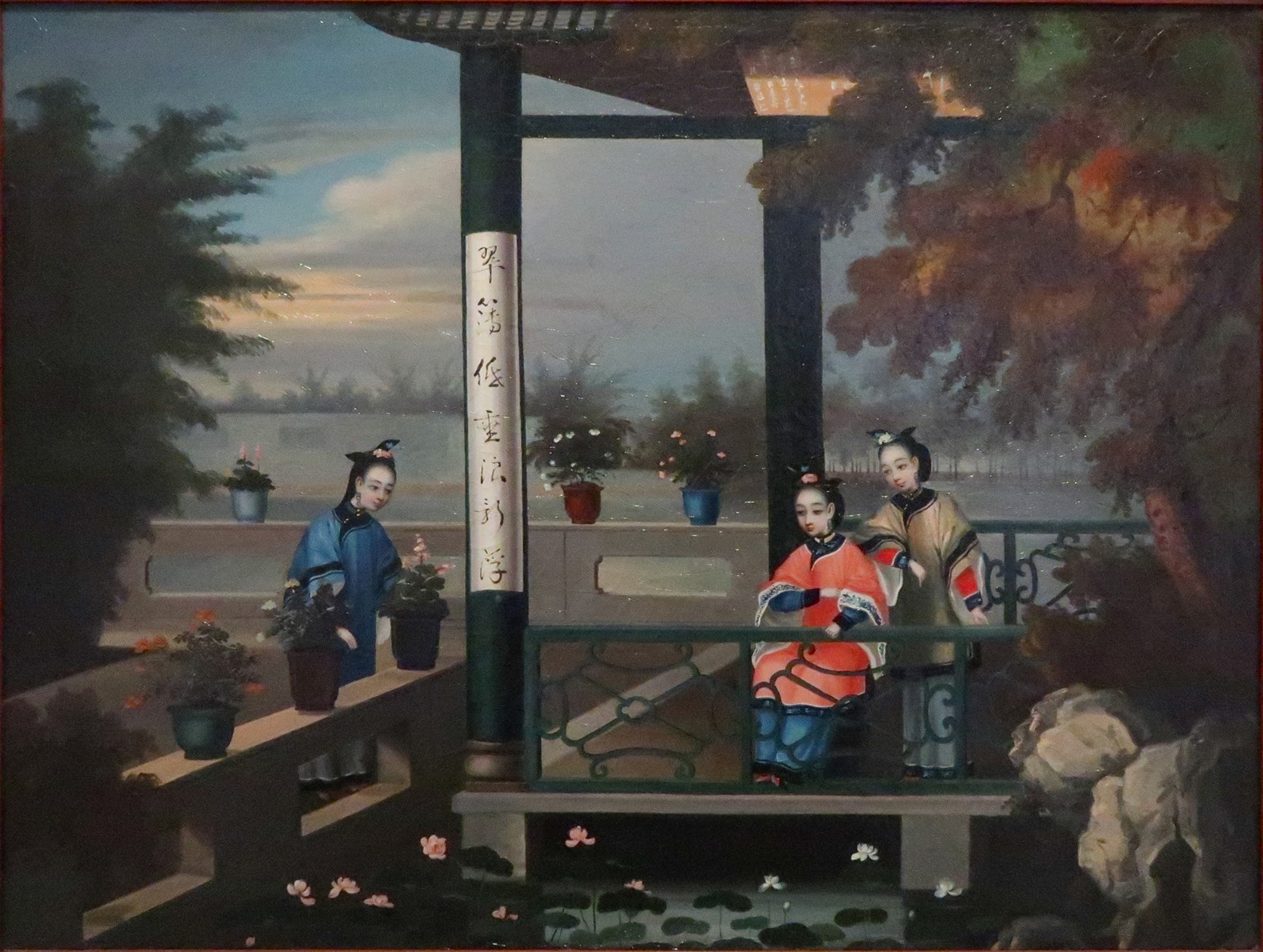
Youqua, av. 1844. Dames, autour d'un bassin. Huile/toile, 45 x 60 cm.
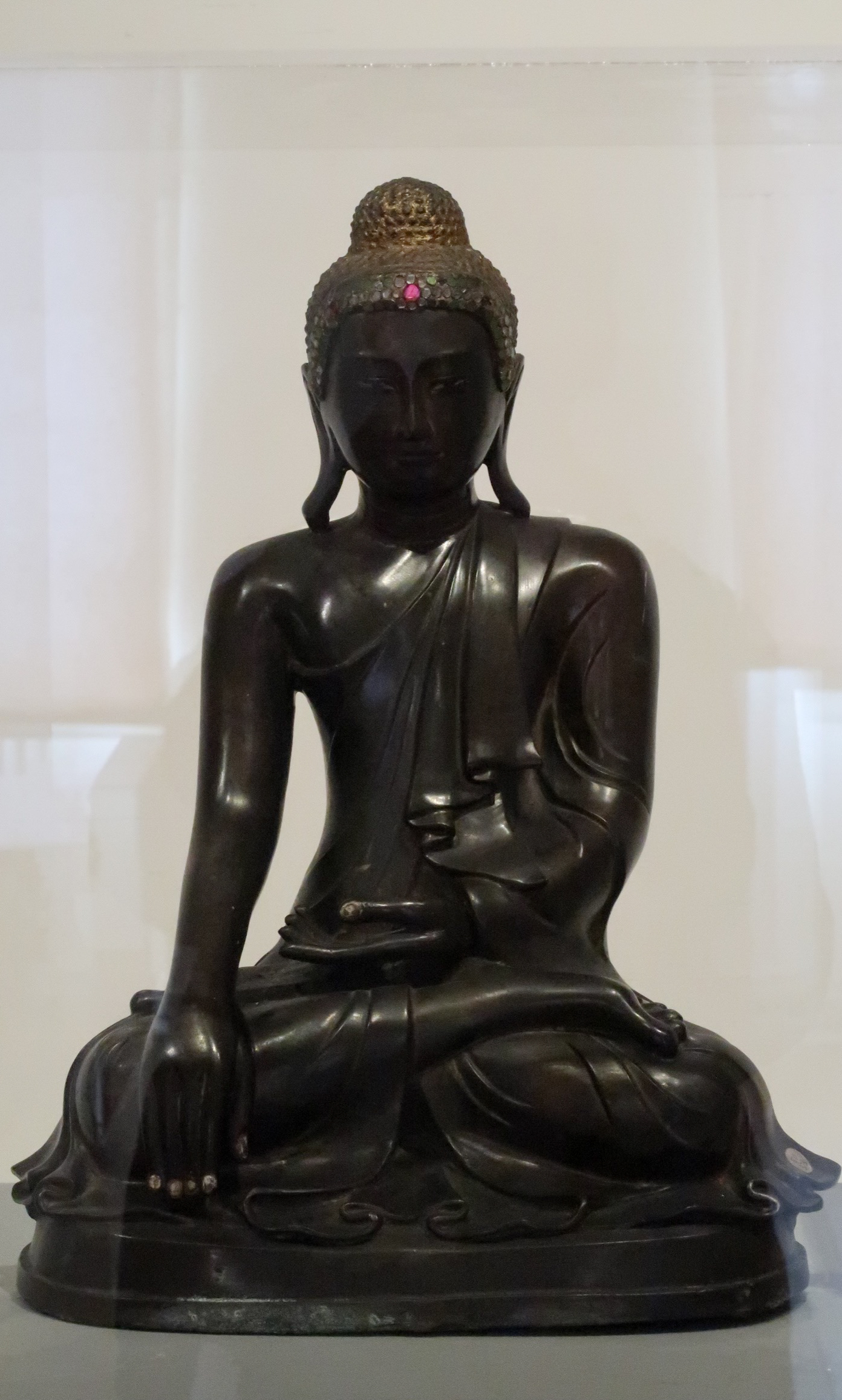
Bouddha assis, touchant la terre. Birmanie ou Myanmar. Bronze et verre, XIXe siècle.
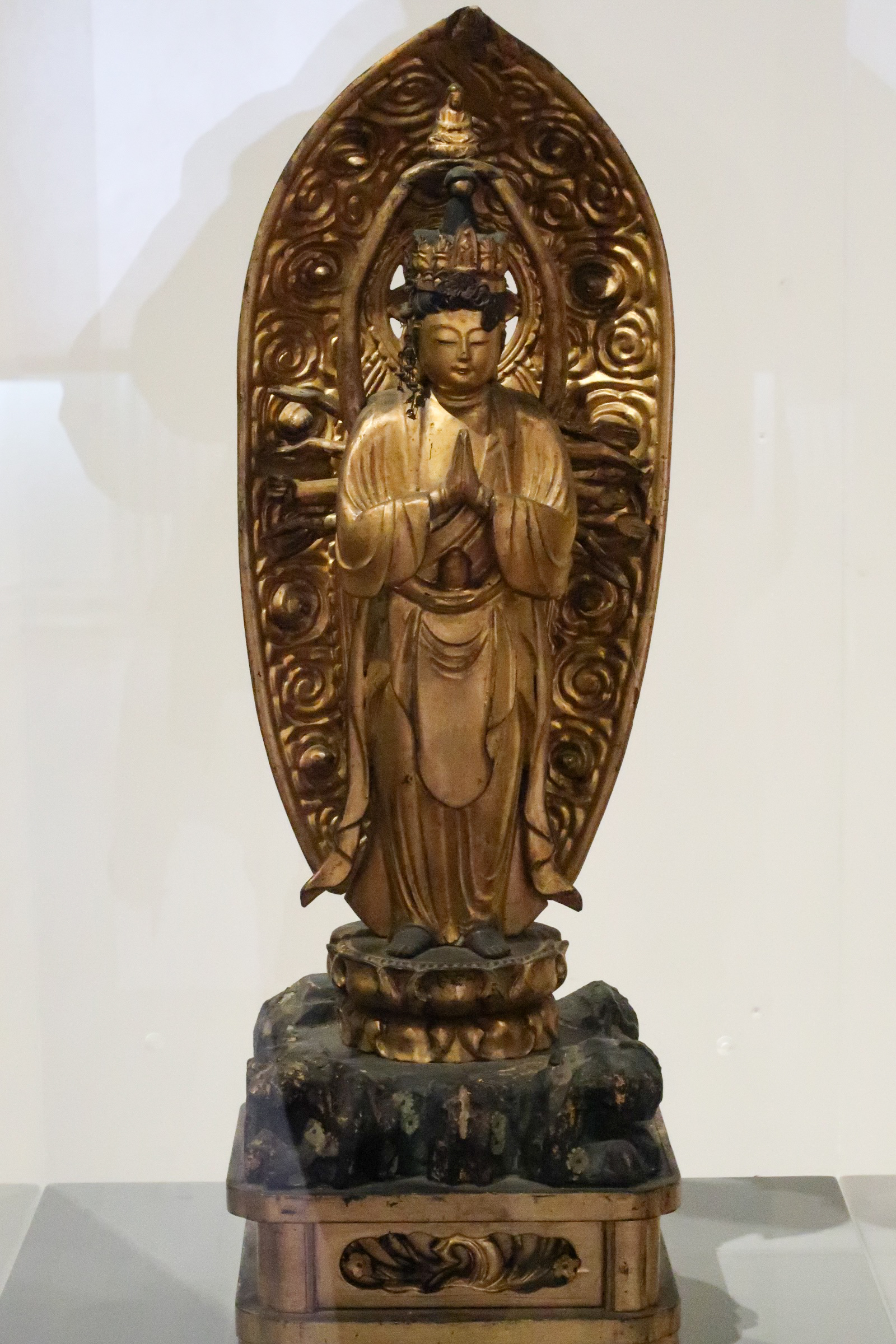
Kannon debout. Bois peint, laqué et doré. Japon. Époque d'Edo
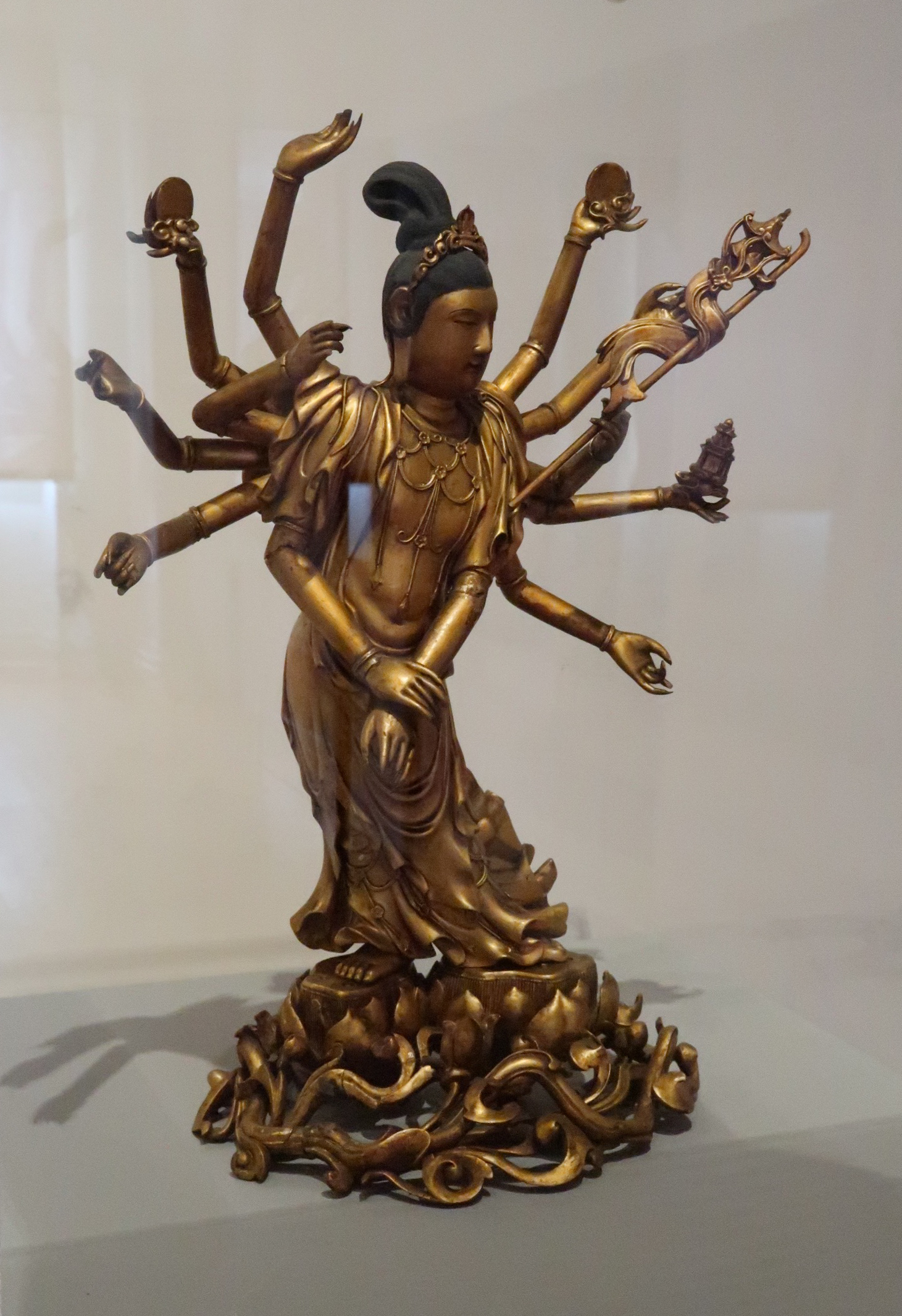
Guanyin debout. Bois doré. Chine. Dynastie Qing, XVIIIe siècle
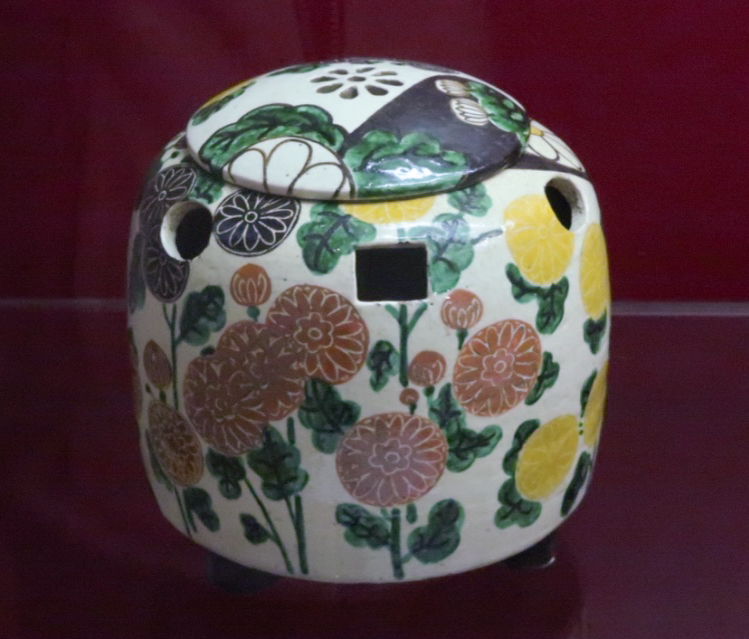
Ogata Kenzan. Brûle-parfum. Grès à décors sous couverte. XVIIIe siècle
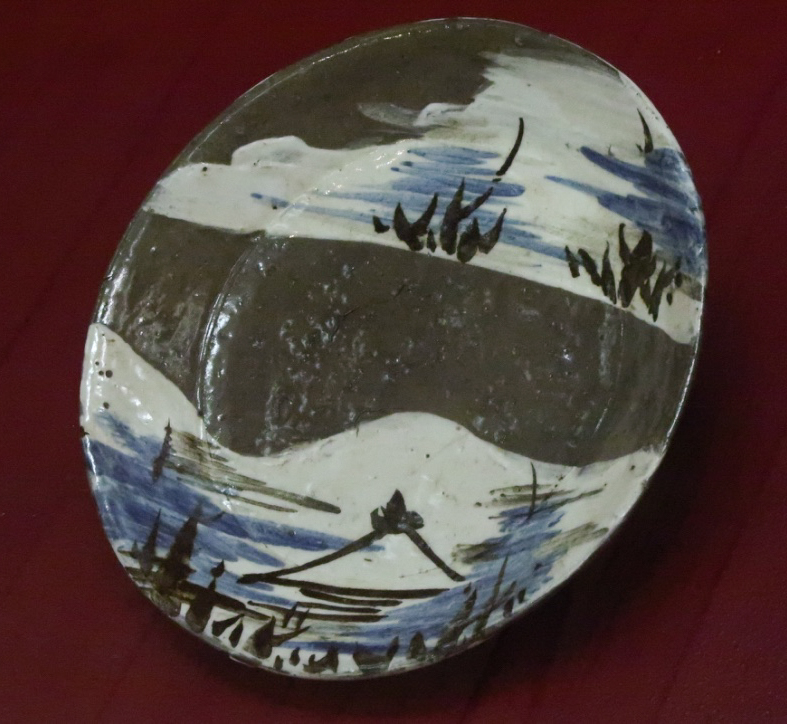
Ogata Kenzan. Coupe ovale à décor de paysage. XVIIIe siècle
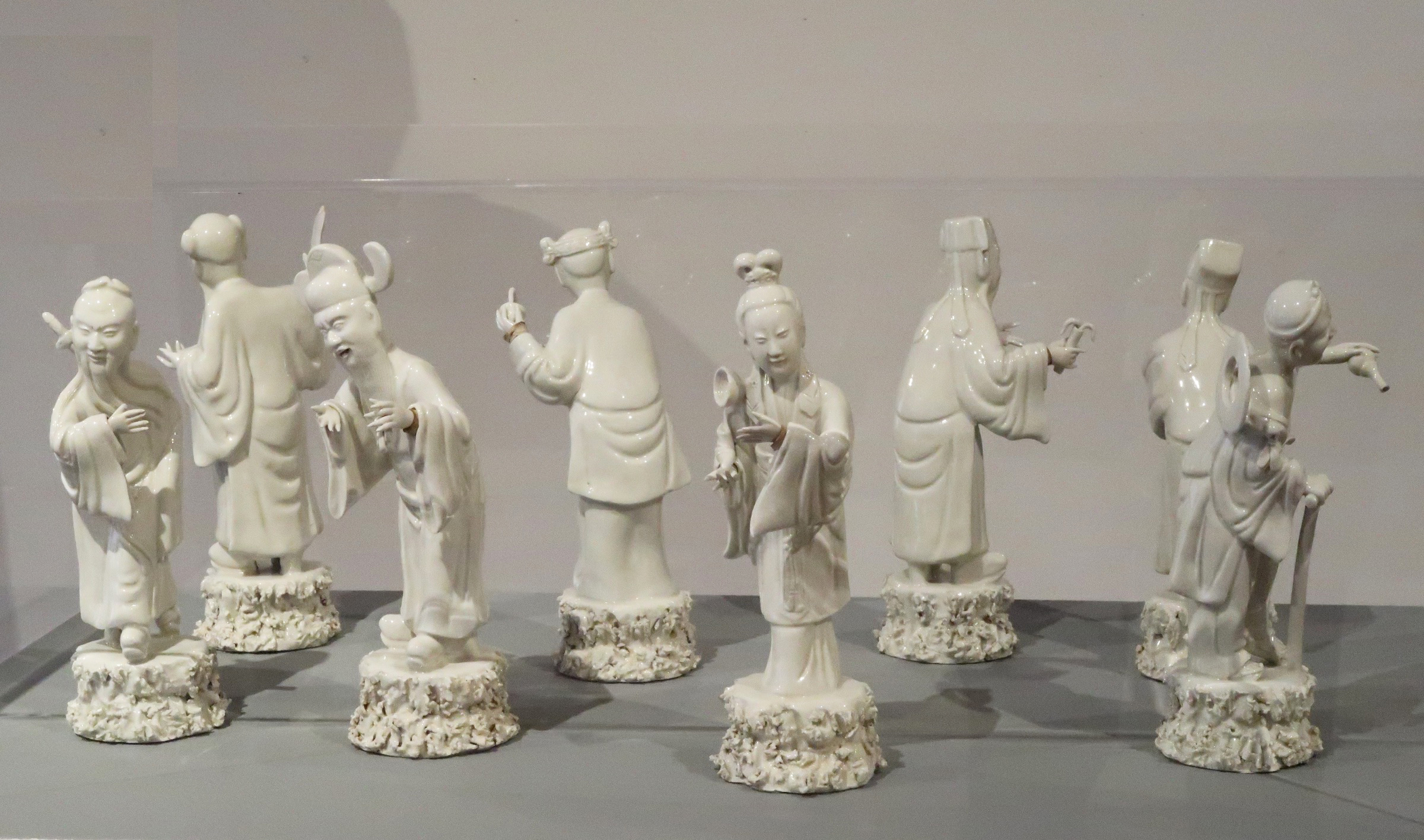
Les huit Immortels du Taoïsme. Porcelaine, dynastie Qing.